# جبلة الوزنة (مودية)

تعديل مصدري - تعديل

جبلة الوزنة هي إحدى قرى عزلة مودية بمديرية مودية التابعة لمحافظة أبين، بلغ تعداد سكانها 1842 نسمة حسب تعداد اليمن لعام 2004.